# Sherman Firefly
El Sherman Firefly (luciérnaga en inglés) fue un tanque medio utilizado por el Reino Unido en la Segunda Guerra Mundial. Estaba basado en el M4 Sherman estadounidense, pero equipado con el potente cañón antitanque británico QF de 17 libras como armamento principal, cuyo calibre era 76,2 mm. Aunque originalmente fue concebido como un recurso provisional hasta que futuros diseños de tanques británicos entraran en servicio, el Sherman Firefly se convirtió en el vehículo más común en usar el cañón QF de 17 libras durante la guerra.
Aunque los británicos esperaban tener sus propios nuevos modelos de tanques desarrollados en poco tiempo, el mayor británico George Brighty defendió la propuesta, ya rechazada, de montar el cañón de 17 libras en los Sherman existentes. Con la ayuda del teniente coronel Witheridge y a pesar de la desaprobación oficial, consiguió que este concepto fuera aceptado por el alto mando. El éxito de su proyecto fue un golpe de suerte, pues otros proyectos de tanques competidores como el Mk VIII Cromwell o el Challenger experimentaron dificultades y retrasos. 
Después de solucionar el problema con las dimensiones del cañón y el limitado espacio de la torreta del Sherman, el Firefly empezó a producirse a principios de 1944, justo a tiempo para equipar al XXI Grupo de Ejércitos del mariscal de campo Montgomery para los desembarcos del día D en Normandía. Pronto el Firefly se convirtió en un tanque muy valorado entre las tropas aliadas por ser el único tanque británico capaz de derrotar a los tanques Panther y Tiger I con relativa facilidad durante encuentros a larga distancia en Normandía. En respuesta al éxito del Firefly, las tripulaciones de tanques y de cañones antitanque alemanas fueron instruidas para atacar primero a los Sherman Firefly en el caso de que se toparan con estos. Se fabricaron entre 2100 y 2200 unidades hasta que la producción terminó en 1945.

## Orígenes
El concepto de montar un cañón de 17 libras en un tanque Sherman había sido inicialmente rechazado por la Junta del Ministerio de Abastecimientos. A pesar de que el Ejército británico había hecho un uso extendido del tanque de fabricación estadounidense conocido como Sherman, se pretendía que una nueva generación de tanques británicos lo remplazara en su función antitanque. El primero era el tanque Cromwell, que se esperaba que utilizara el cañón Vickers de 75 mm de alta velocidad. Este cañón habría tenido un mejor rendimiento en el cometido antitanque frente a los cañones estadounidenses de 75 mm y 76 mm que montaba el Sherman. El segundo era el A30 Challenger, basado en el Cromwell pero equipado con el ya mencionado potente cañón de 17 libras. Estos dos tanques y sus sucesores, el Comet y el Centurion, cuyo desarrollo ya estaba en planos, estaban pensados para reemplazar a los Sherman que estaban en servicio en las fuerzas blindadas británicas, así que la idea de invertir tiempo y dinero en la propuesta de montar el cañón de 17 libras en el Sherman no fue vista como deseable.
No obstante se hicieron varios intentos no oficiales para mejorar el cañón del Sherman. El primer intento es atribuido a George Brighty, del Regimiento Real de Tanques, mientras estaba en la escuela de combate blindado de Lulworth, a principios de 1943. A pesar de que el A30 Challenger estaba comenzando sus pruebas iniciales en Lulworth, Brighty estaba convencido de que el Sherman era un mejor candidato para montar el cañón de 17 libras. Aun así, George Brighty fue obstaculizado por el diseño de la torreta del Sherman, la cual era demasiado pequeña para permitir el violento retroceso del cañón de 17 libras. En un movimiento bastante desesperado, Brighty retiró el sistema de retroceso y fijó el cañón en su alojamiento, forzando al tanque entero a absorber en impacto del retroceso, pero esto estaba lejos de ser una solución ideal y no había forma de saber cuánto tiempo podría aguantar el Firefly esta modificación en una situación de combate.
Alrededor de junio de 1943, un colega de Brighty, el coronel George Witheridge del Regimiento Real de Tanques, llegó a Lulworth. Como veterano de la campaña del norte de África, Witheridge había experimentado en persona los desiguales combates entre los tanques británicos armados con cañones de 2 libras (40 mm) contra los formidables tanques y cañones antitanque de Rommel. Durante la desastrosa batalla de Gazala a mediados de 1942, el tanque Grant en el que se encontraba Witheridge había sido destruido y aunque se recuperó de sus heridas, Witheridge fue declarado no apto para regresar al combate. En cambio, en enero de 1943, fue enviado a Fort Knox en los Estados Unidos durante seis meses como asesor en armamento. Mientras, en Lulworth Witheridge se dedicó a inspeccionar el A30 Challenger, para más tarde "unirse al coro de quejas" sobre el susodicho vehículo. Al conocer a Brighty y a sus antiguos intentos de usar el Sherman para la actualización de armamento, Witheridge le ofreció su ayuda.  Witheridge asesoró a Brighty con diversos métodos para resolver el problema del retroceso del cañón.
No mucho tiempo después, Witheridge y Brighty recibieron un aviso del Departamento de Diseño de Tanques (DTD por sus siglas en inglés) para cesar sus intentos. Poco dispuesto a abandonar el proyecto, Witheridge utilizó sus conexiones con personas influyentes como el general Raymond Briggs, excomandante oficial de la 1.ª División Blindada en África del Norte y posteriormente Director del Cuerpo Blindado Real, y el bien posicionado Claude Gibb, director general de la producción de armamento e instrumentos en el Ministerio de Suministros, para hacer de su proyecto un proyecto oficial del ministerio. Al hacer esto, el esfuerzo pasó de las manos de estos entusiastas y devotos aficionados en Lulworth a estar a cargo de desarrolladores profesionales de tanques.

## Diseño

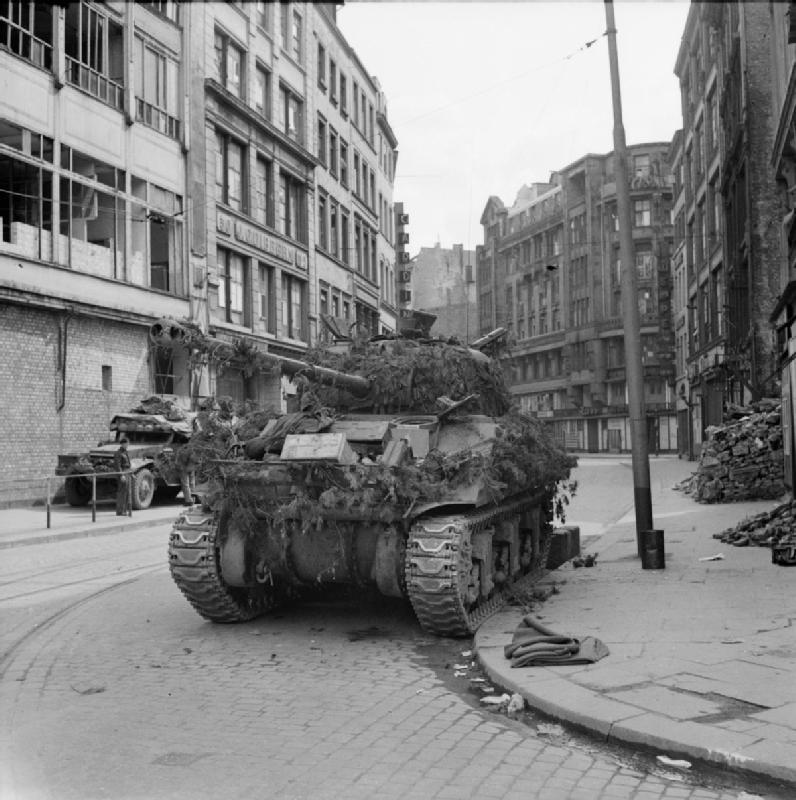
Un Sherman Firefly de la 7.ª División Blindada en Hamburgo, 4 de mayo de 1945.

Fue W. G. K. Kilbourn, un ingeniero de Vickers que para entonces trabajaba para el Departamento de Diseño de Tanques, quien transformó el prototipo en el tanque que serviría en las fuerzas británicas a partir del día D en adelante. Lo primero que Kilbourn tuvo que arreglar era la carencia de un sistema fiable de retroceso para el cañón de 17 libras. El cañón retrocedía 40 pulgadas (1.0 m) cuando absorbía el retroceso generado por la detonación. Esto era demasiado largo para la torreta del Sherman. Kilbourn solucionó este problema rediseñando el sistema de retroceso por completo, en lugar de solo modificarlo. Los cilindros de retroceso fueron recortados para permitir a la torreta ser capaz de albergar el cañón y permitir su retroceso. Además, estos nuevos cilindros fueron colocados en ambos lados del cañón para aprovechar la anchura de la torreta en vez de ser obstaculizados por su limitada altura.
El mecanismo de cierre de la recámara del cañón fue rotado 90 grados para permitir la recarga por el lado izquierdo, en vez de efectuarse por la parte superior. La radio, que se montaba en la parte posterior de la torreta, tuvo que ser trasladada para dejar espacio libre. Una especie de nicho blindado fue añadido en la parte posterior de la torreta para albergar el equipo de radiocomunicación. El acceso a la radio era una gran abertura que fue recortada en la parte trasera de la torreta.
El siguiente problema con el que se topó Kilbourn fue que la cuna del cañón, la plataforma metálica sobre la que se apoya el cañón: tuvo que ser acortada para que el cañón cupiera, y debido a esto el cañón de 17 libras no era muy estable. Kilbourn disponía de un nuevo diseño para el cañón de 17 libras que tenía una porción de forma cilíndrica en la base, lo que ayudó a solucionar el problema de la inestabilidad. Se diseñó un nuevo mantelete (la placa de acero que cubre el orificio por la cual el cañón sale de la torreta) para acoplarse al nuevo cañón y aceptar la cuna modificada. Las modificaciones eran tantas que los cañones de 17 libras para el Firefly tuvieron que ser fabricados específicamente para él.
Kilbourn tuvo que lidiar con otros problemas. En el tanque Sherman estándar, había una sola escotilla en la torreta a través de la cual el comandante, el artillero y el cargador entraban y salían del tanque. Pero el nuevo sistema de carga y retroceso del cañón redujo significativamente la capacidad del cargador para salir rápidamente si el tanque recibía un impacto. Como consecuencia, se abrió una nueva escotilla en el techo de la torreta sobre la posición del artillero. El cambio final más importante fue la eliminación del puesto del operador de la ametralladora del casco (acompañante del conductor) a fin de ganar más espacio para almacenar la munición del cañón de 17 libras, que era significativamente más larga que la munición de 75 mm.
El Firefly no tenía una ventaja especial sobre otros tanques Sherman en cuestión de blindaje y movilidad, pero el mantelete del cañón era unos 13 mm más grueso.
En octubre y noviembre de 1943, el entusiasmo por el proyecto empezó a crecer. En octubre de 1943 el XXI Grupo de Ejércitos fue informado sobre el nuevo Sherman [cita requerida]. Incluso antes de que las pruebas finales llegasen a su fin en febrero de 1944, se hizo un pedido de 2100 Sherman armados con el cañón de 17 libras, al ver que el proyecto del Challenger padecía retrasos constantes y se esperaba que pocos estuviesen listos para la invasión a Normandía. Peor aún, se descubrió que el tanque Cromwell no tenía un anillo de torreta lo suficientemente ancho para aceptar el nuevo cañón de alta velocidad de 75 mm de 50 calibres de largo (una mejora del cañón de 75 mm que estos tanques usaban), por lo que el Cromwell tendría que ser armado con el cañón de propósito general Ordnance QF de 75 mm. Así, el Sherman Firefly sería el único tanque disponible con una potencia de fuego superior a la del cañón QF 75 mm en el arsenal del Ejército británico. No fue una sorpresa que a este proyecto se le diera la 'más alta prioridad' por órdenes del mismísimo Winston Churchill.
El apodo "Firefly" (''Luciérnaga'') no se ha encontrado en documentos oficiales de la época de la guerra, pero se aceptó y se hizo popular entre tropas y civiles debido al brillante fogonazo que producía el cañón de 17 libras al disparar. Se sabe, por los diarios de combate de marzo de 1944, que se le daba otro apodo a nivel de unidad (brigada/regimiento) y era el de 'Mayfly'. Durante la guerra, los Sherman con los cañones de 17 libras eran normalmente conocidos como '1C', '1C Híbrido', o 'VC', dependiendo de la marca básica del vehículo. En la nomenclatura británica, una "C" al final del número romano indicaba que el tanque estaba equipado con el cañón de 17 libras.

## Armamento

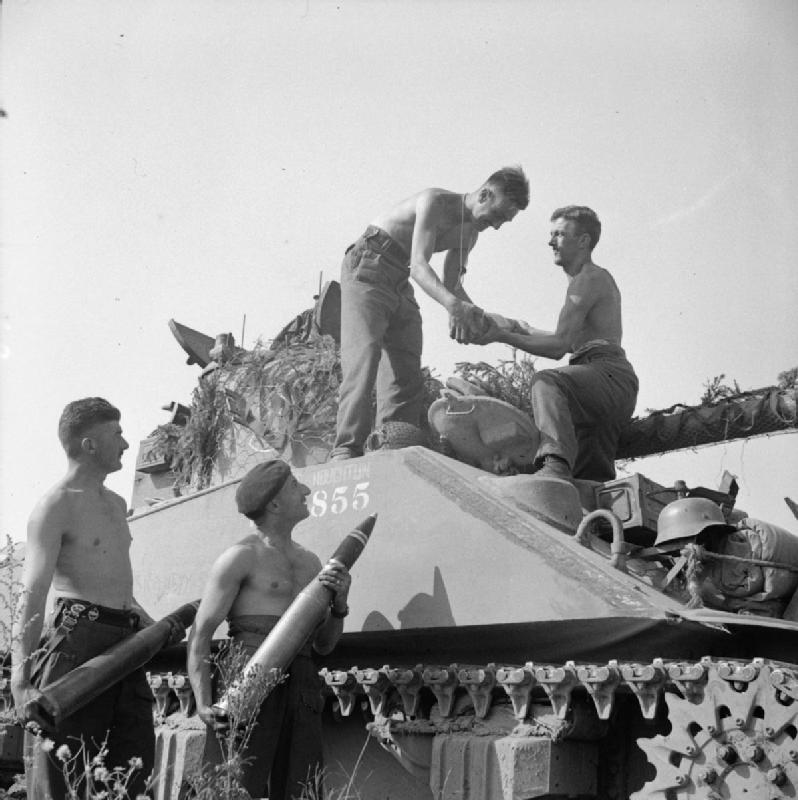
Una tripulación guardando proyectiles del cañón de 17 libras en un Firefly.

El armamento principal del Sherman Firefly era el cañón QF de 17 libras. Diseñado como el sucesor del cañón británico de 6 libras QF 6-pounder, el de 17 libras era el cañón británico para tanque más potente durante la Segunda Guerra Mundial, y uno de los más potentes de cualquier nacionalidad, siendo capaz de penetrar blindajes más gruesos que el cañón de 88 mm KwK 36 montado en el Tiger I alemán o que el cañón de 75 mm KwK 42 del Panther. 
El Firefly era capaz de penetrar unos 140 mm de blindaje a 500 m (550 yardas) de distancia y 131 mm a 1000 m (1100 yardas) utilizando el proyectil antiblindaje con cubierta balística estándar, (APCBC por sus siglas en inglés), teniendo el blindaje del objetivo una inclinación de 30 grados. La munición perforante de casquillo descartable APDS mostrada aquí podría penetrar unos 209 mm de blindaje a 500 m y 192 mm a 1000 m a un ángulo de 30 grados, que en teoría podría penetrar el blindaje de cualquier vehículo blindado alemán que estuviera en servicio, a cualquier distancia.[cita requerida]
Las capacidades antitanque del cañón de 17 libras eran obvias, no obstante, estaba considerado como inferior al cañón estándar de 75 mm de los Sherman contra objetivos 'blandos' como la infantería enemiga, las tripulaciones de tanque enemigas, edificios y vehículos ligeramente blindados debido a que carecía de un proyectil HE (High Explosive, en inglés; de alto poder explosivo) efectivo. A medida que la guerra en Europa se acercaba a su fin los Aliados se topaban más a menudo con los tanques pesados alemanes y sufrían emboscadas en combates urbanos. Por ello las unidades blindadas del bando aliado se negaron a renunciar por completo al Firefly. Hasta finales de 1944 no estuvo disponible un buen proyectil HE para el Firefly e incluso entonces no fue tan potente como el que usaba el cañón estándar de 75 mm de los Sherman.
Otro problema era que el potente fogonazo del cañón de 17 libras al ser disparado generaba grandes nubes de humo y polvo, dificultando al artillero observar la trayectoria e impacto del proyectil que había disparado, por lo que tenía que confiar en el comandante (que gozaba de una vista más elevada) para saber cuál era el resultado y ordenar correcciones en el tiro en caso de ser necesario. El humo y el polvo también revelaban la posición del tanque, por lo que un Firefly tendría que verse obligado a cambiar su posición después de varios disparos. El retroceso y el fogonazo generado en la boca del cañón podían dejar aturdida a la tripulación del Firelfy, además de ser una causa frecuente de ceguera nocturna. Esto era un problema común de cualquier tanque armado con un cañón de alta velocidad, incluyendo los tanques alemanes Panther y Tiger. La naturaleza estrecha de la torreta hacía la tarea del cargador algo difícil e incómoda y por ello los Firefly tenían una cadencia de tiro inferior a los M4 Sherman.
Puesto que el Firefly era un recurso provisional, estos problemas nunca fueron eliminados, pues se esperaba la introducción de los nuevos diseños de tanques británicos.

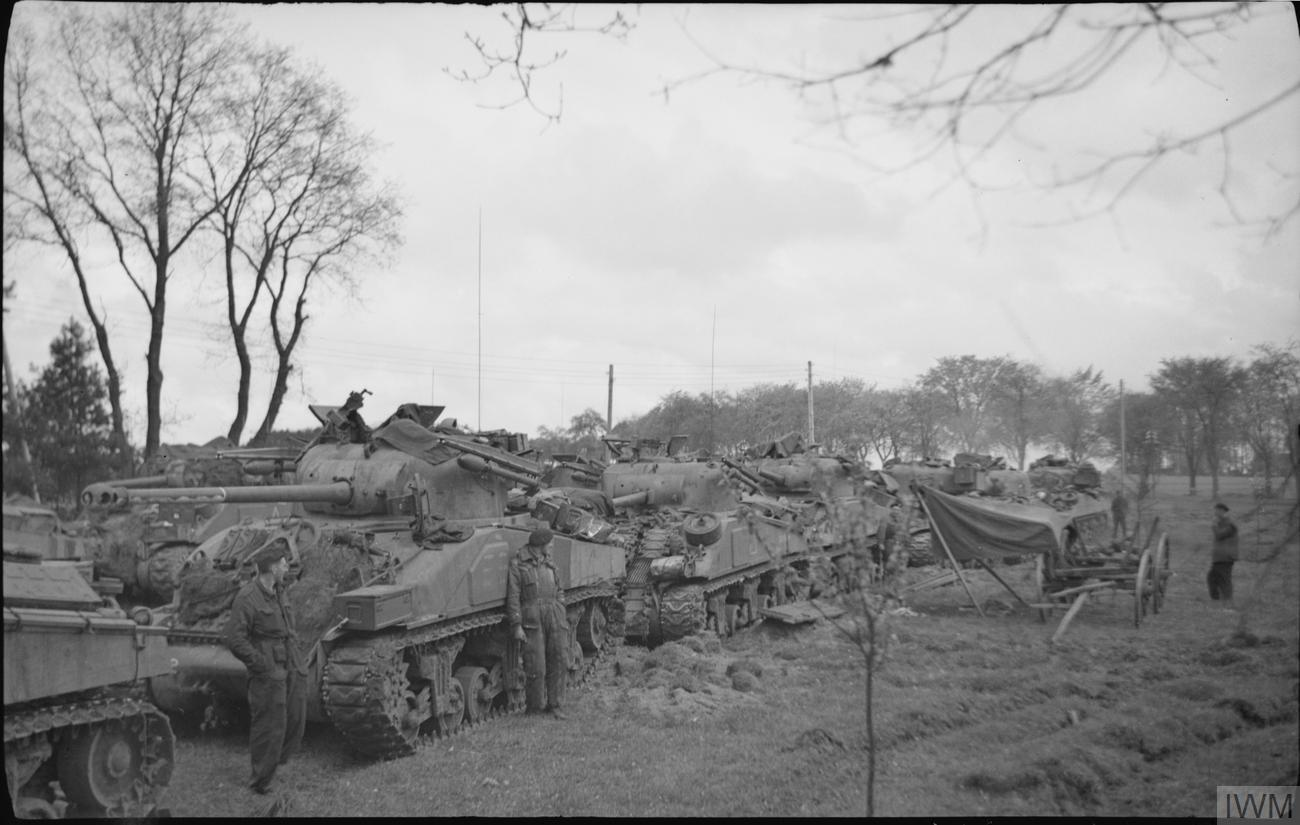
Un Firefly, con cohetes montados sobre la torreta.

El armamento secundario del Firefly era una ametralladora coaxial de 7,62 mm (.30 pulgadas) instalada en la torreta. Recordemos que la ametralladora que solía estar montada en el casco había sido removida para aumentar la capacidad de almacenamiento de munición. También se podía montar una ametralladora de 12,7 mm (.50 pulgadas) sobre la torreta, aunque muchas tripulaciones la retiraban debido a su voluminoso afuste que ocupaba el campo de visión de los visores de la escotilla del comandante, limitando su ángulo de visión.
En 1945, algunos Sherman británicos fueron equipados con un riel que iba sujeto a cada lado de la torreta para dos cohetes de 3 pulgadas con carga explosiva de gran potencia de "60 lb" (27 kg). Estos se utilizaron por ciertas unidades blindadas británicas como los tanques del 1.º Coldstream Guards para cruzar el río Rin. Estos tanques, llamados "Sherman Tulips", eran Shermans y Firefly convencionales. Los cohetes, precisos cuando eran disparados desde aeronaves, carecían de precisión cuando se hacía lo mismo desde un tanque ya que estaban siendo disparados desde un punto estacionario y tenían poca estela sobre las aletas. A pesar de esto, el RP-3 era efectivo cuando su ojiva de 60 libras impactaba en el blanco.

## Producción y distribución

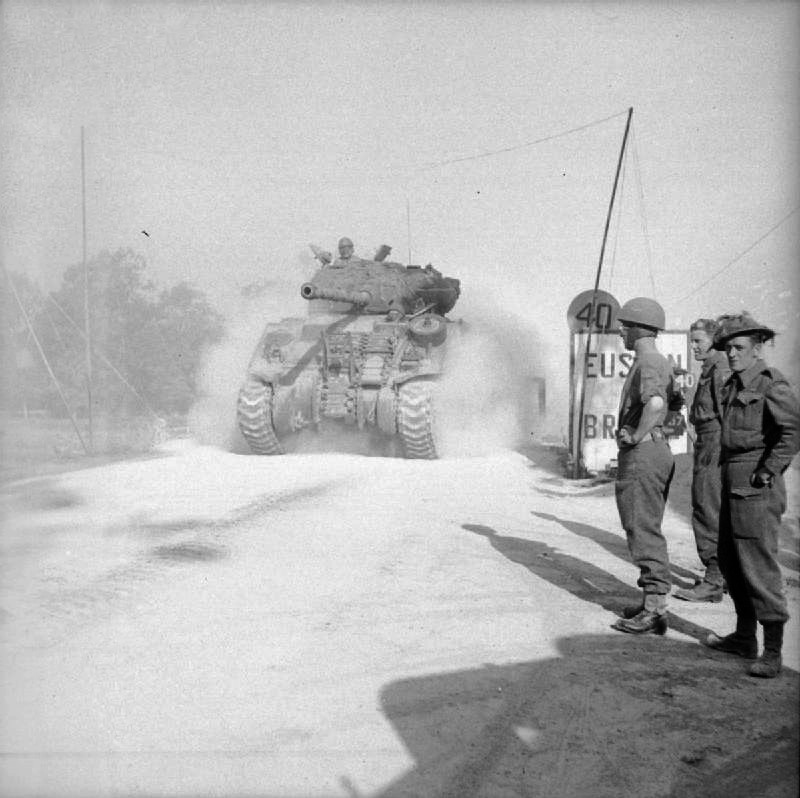
Un Sherman Firefly cruza el 'Puente Euston' sobre el río Orne mientras se dirige hacia la línea de inicio para la Operación Goodwood, 18 de julio de 1944.

Tres variantes diferentes de Sherman Firefly estuvieron en servicio durante la Segunda Guerra Mundial, cada uno basado en variantes diferentes del M4 Sherman. La conversión se llevó a cabo en los modelos Sherman I (M4), Sherman I híbrido (M4 Composite) y Sherman V (M4A4). Algunas fuentes aseguran que varios Sherman II (M4A1) fueron convertidos y usados en combate, pero las fotos que muestran a estas presuntas conversiones son de hecho vistas parciales del frente del Sherman I híbrido transformado en Firefly.[cita requerida] Para complicar las cosas, un número muy pequeño de Sherman II (M4A1) construidos bajo licencia en Canadá, conocidos como Grizzly, fue convertido a Firefly en ese país y usado para entrenamiento, pero ninguno entró en combate. La mayoría de los Sherman convertidos a Firefly eran Sherman de fabricación estadounidense modelo V/M4A4, de los que los británicos recibieron aproximadamente 7200. Las variantes VC y el IC del Sherman son fácilmente distinguidas por tener un casco más bajo; el VC tiene un casco remachado con una forma curva mientras que el IC tiene un casco soldado y angulado. El híbrido se distingue por su parte superior del casco de acero fundido de una pieza y que le da una apariencia curva distintiva en comparación con la apariencia más cuadrada del típico tanque Sherman.
La producción del Firefly empezó en enero de 1944, y para el 31 de mayo, unos 342 Firefly habían sido entregados al XXI Grupo de Ejércitos de Montgomery para los desembarcos del Día D. Como resultado, las tropas británicas de tanques estaban compuestas por tres Shermans regulares por cada Firefly. La misma proporción se usaba en las unidades con tanques Cromwell, pero esto causó problemas logísticos, porque a cada unidad de tanques Cromwell tenía que ser suministrada con piezas para dos modelos de tanque diferentes. El Firefly era también más lento que el Cromwell. Las unidades de tanques pesados Churchill no recibieron ningún Firefly, y como resultado a menudo tenían que confiar en cualquier M10 o M10 Achilles que se encontrase agregado a su unidad para proporcionar una mayor potencia de fuego que se encargara de los vehículos enemigos con los que los Churchill no podían lidiar.
La producción estuvo limitada por la disponibilidad de tanques adecuados. Para incrementar la cantidad, los modelos de Sherman I y Sherman I Híbrido también fueron convertidos. Desde el D-Día en junio hasta el final de la Batalla de Normandía a finales de agosto, ya habían sido convertidos casi 400 Sherman Firefly, más que suficientes para reemplazar cualquier pérdida durante la batalla. Para finales de 1944, con la fabricación de un proyectil explosivo de alta potencia eficaz para el cañón de 17 libras, las unidades británicas empezaron a recibir dos Firefly por unidad. En febrero de 1945 se habían construido unos 2000 Sherman Firefly y las fuerzas británicas, de la Commonwealth y las unidades blindadas polacas, estaban equipadas con una mezcla al 50 % de Shermans armados con cañones de 75 mm y de 17 libras.
En la primavera de 1945, la producción del Firefly se redujo, hasta que se entregó el último tanque en mayo de 1945. Esto se debió a diversos factores, como la entrada en servicio de diseños de mejor blindaje como el Comet y el Centurion que reemplazarían al Firefly. Otro factor fue la derrota de la Alemania nazi, y el diseño inferior de los tanques japoneses, que parecían ser los siguientes adversarios a los que los británicos se tendrían que enfrentar después de la caída del Tercer Reich.

## Servicio

### Normandía
Los Firefly fueron asignados a divisiones y brigadas blindadas del XXI Grupo de Ejércitos en 1944, justo a tiempo para los desembarcos en Normandía. 
Ken Tout, quien sirvió como artillero y comandante de tanque en el 1.º Northamptonshire Yeomanry en Normandía en 1944, describió el efecto que tuvo montar un cañón de 17 libras en el Sherman:

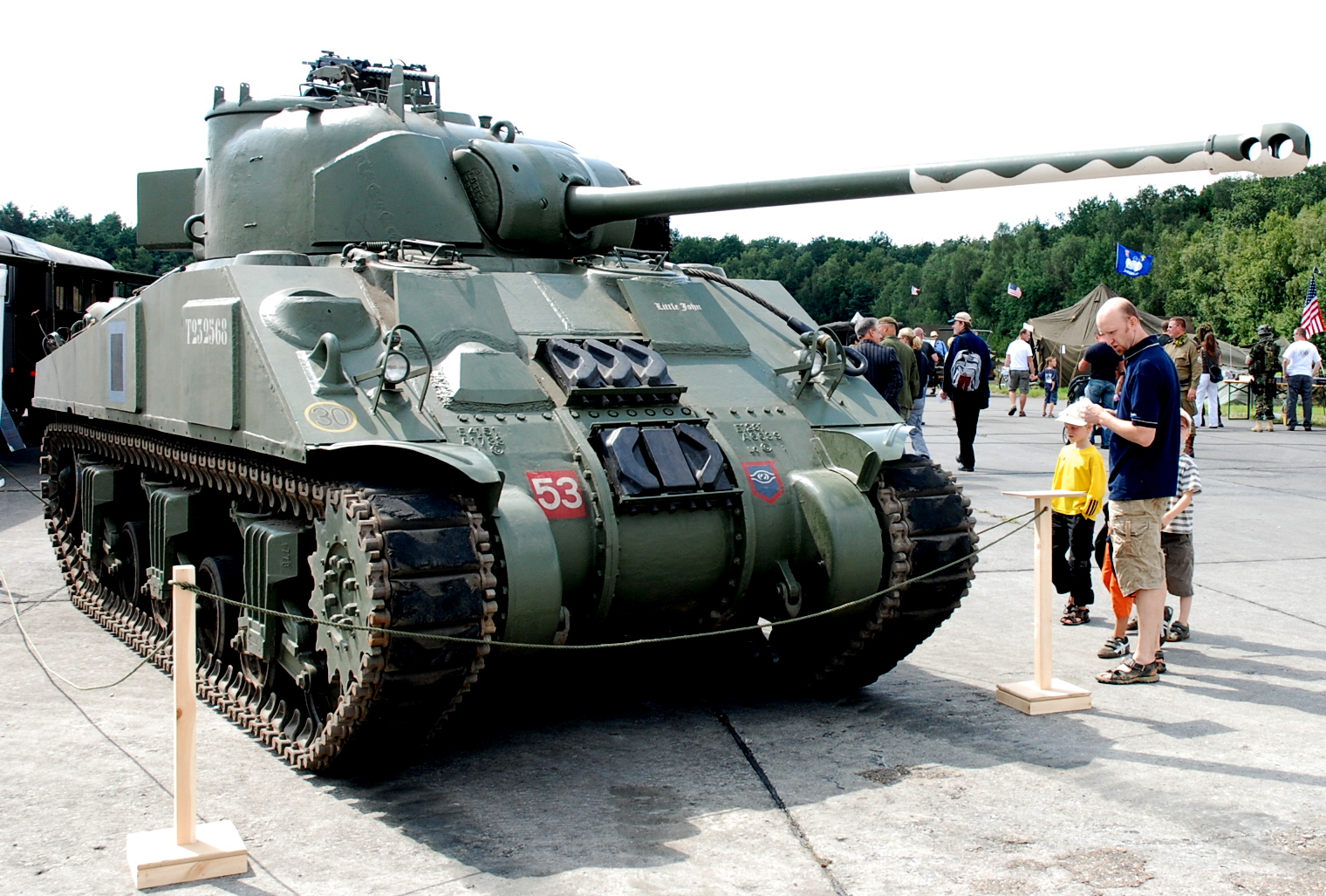
Un Firefly conservado (2008); su cañón está pintado con el patrón de contracoloración, usado para mimetizar su longitud real.

«El tanque Firefly es un Sherman ordinario, pero con el fin de dar cabida a la inmensa recámara del 17 libras y para almacenar sus enormes proyectiles, el ametrallador ha sido eliminado y su pequeño hueco se ha utilizado como espacio de almacenamiento. ... El fogonazo es tan brillante que tanto el artillero como el comandante necesitan cerrar los ojos en el momento del disparo. De lo contrario, quedan cegados tanto tiempo que no ven el impacto del disparo. En el disparo brotan tantas llamas por la boca del cañón que, después de un disparo o dos, es probable que empiece a arder el seto vivo o el sotobosque delante del tanque. Cuando se mueve, la prolongación del cañón sobre la parte delantera del tanque, o si está rotando a los lados, es tan larga que el conductor, el artillero y el comandante tienen que estar constantemente alerta para evitar golpear con el cañón a un árbol aparentemente distante, a una indefensa farola o a una casa inofensiva.»
Los tanques Panther y Tiger representaban solo el 30 % de los 2300 tanques alemanes desplegados en Normandía; el resto eran Panzer IV, Sturmgeschütz III y otros tanques que el cañón de 75 mm del Sherman podía penetrar con facilidad. Aun así, la importancia de Caen y las operaciones de Montgomery, el cual mantuvo a las fuerzas blindadas alemanas frente a las posiciones británicas para que las unidades estadounidenses pudieran movilizarse hacia el oeste, significó que las unidades británicas y de la Commonwealth tuvieran que enfrentarse al 70 % de toda la fuerza acorazada alemana desplegada durante la Batalla de Normandía, así como a más de la mitad de las fuerzas de élite del Waffen-SS. Como resultado, el Sherman Firefly era quizás el tanque más valorado por los comandantes británicos y de la Commonwealth, al ser el único tanque en el Ejército británico capaz de derrotar los temibles Panther y Tiger a las distancias corrientes en Normandía.
Este hecho no pasó desapercibido por los alemanes, que se dieron cuenta de que ciertos Sherman con cañones largos suponían una amenaza mucho más grande para sus tanques pesados que los Sherman normales, y por ello ordenaron a sus soldados, tanto tripulantes de tanques como sirvientes de cañones antitanque, eliminar primero a los Sherman Firefly. De modo parecido, las tripulaciones de los Firefly eran conscientes de que la longitud distintiva de su cañón de 17 libras hacía destacar al Firefly sobre otros Sherman, así que las tripulaciones intentaron disimular sus tanques con diversas estrategias de camuflaje para reducir la probabilidad de ser fácilmente identificados. Algunas tripulaciones pintaban la mitad frontal del cañón con color blanco en la parte inferior y verde oscuro u oliva en la parte superior para crear la ilusión de que el cañón era más corto. Otra sugerencia era montar un cañón falso más corto, hecho de madera en la parte trasera de la torreta y apuntando adelante con éste; aun así, esta última táctica no parece haber sido utilizada en combate.

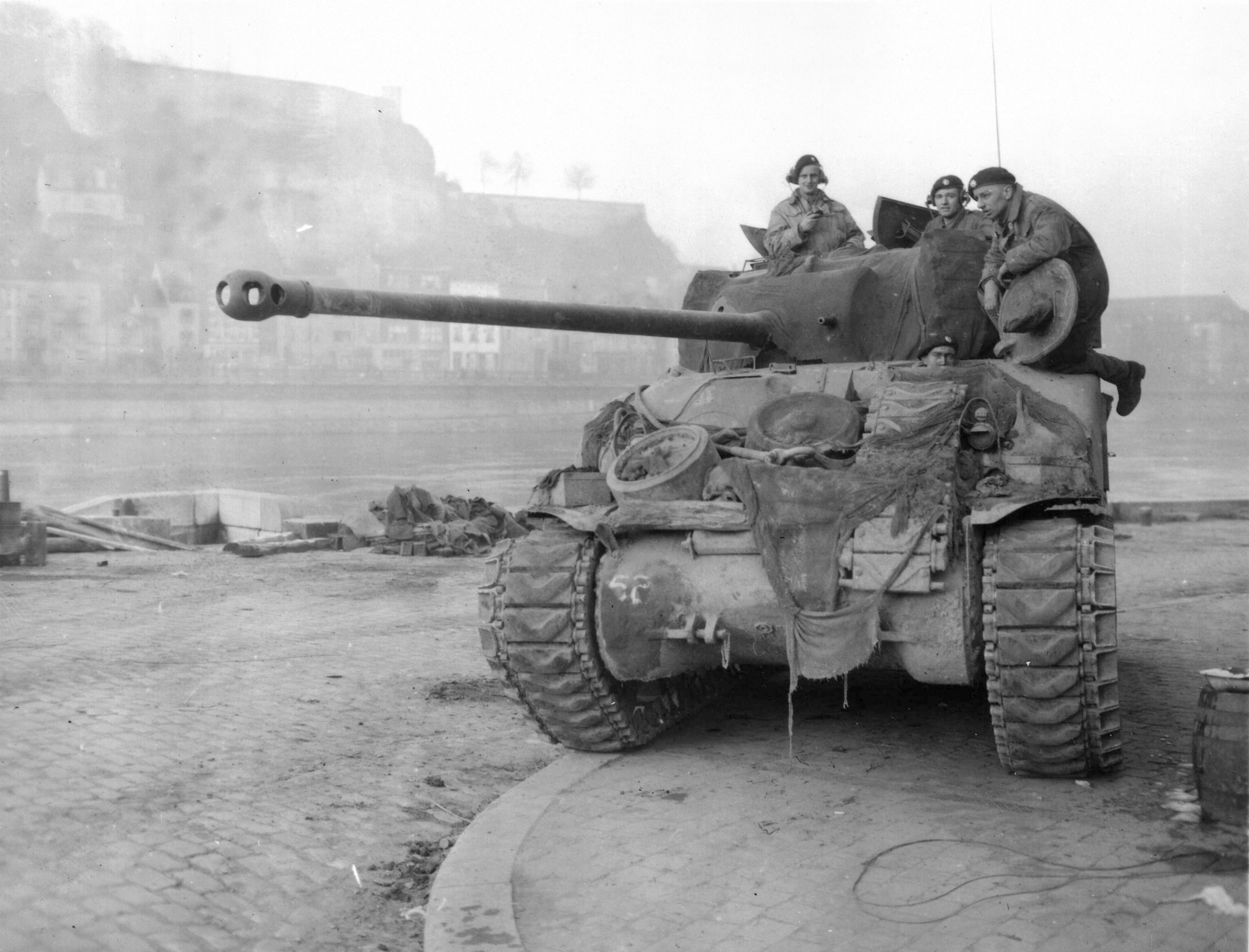
Firefly británico en Namur, 1944 durante la Batalla de las Ardenas

Pese a ser un objetivo de alta prioridad para el enemigo, los Sherman Firefly parecían tener una probabilidad estadística más baja de ser impactados que otros modelos estándar de Sherman; esto se debía probablemente a la forma en que eran desplegados más que a la eficacia de las tácticas de camuflaje de la longitud real del cañón.
Dado el alto valor que tenían los Firefly, una táctica común para los comandantes era efectuar un reconocimiento del campo de batalla antes de cualquier encuentro con el enemigo para encontrar lugares donde se pudiese adoptar una posición 'hull down' (la mayor parte del vehículo queda cubierta por terreno irregular u obstáculos y solo la torreta queda expuesta) y proteger sus tanques. Durante la batalla, los Firefly se quedarían detrás en aquellas posiciones para cubrir el avance de los Sherman normales, eliminando cualquier tanque enemigo que revelara su posición al abrir fuego contra los Sherman que avanzaban y así poder dejar su escondite e ir hacia adelante cuando los Sherman normales habían asegurado el área, o cuando ya no les podían cubrir desde su posición de escondite. De modo parecido, cuando una columna estaba en movimiento, los comandantes de tropa solían colocar a los Firefly en la parte trasera para reducir la posibilidad ser destruidos. Aun así, dado la naturaleza imprevisible de cualquier batalla, estas tácticas no siempre fueron prácticas o posibles, y muchas veces, los Firefly se vieron obligados a atacar enemigos en campo abierto donde podían ser fácilmente identificados.
A pesar de esto, la potencia de fuego aumentada del Firefly era muy valorada, y durante muchas batallas, el Firefly demostró su valor, dejando fuera de combate a los aterradores tanques Tiger y Panther a larga distancia, así como a otros menos formidables como el Panzer IV y el StuG.

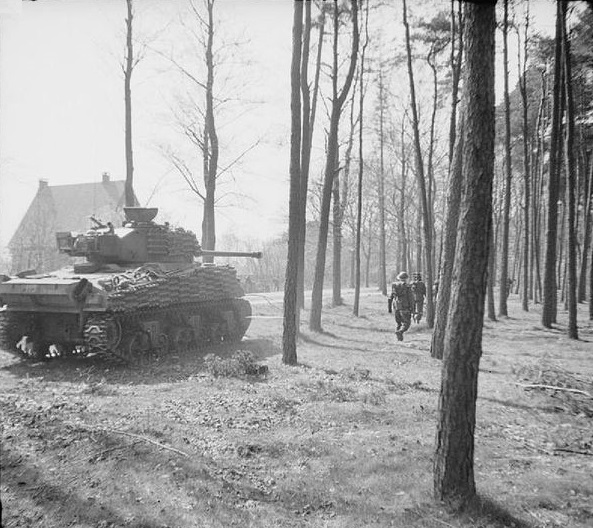
Un Firefly de la 5.ª División Blindada canadiense asiste a tropas de la 49.º West Riding División para expulsar a los alemanes de Ede, Holanda, el 17 de abril de 1945.

Un ejemplo de esta potencia de fuego aumentada quedó demostrado por el Firefly del teniente G. K. Henry durante la defensa de Norrey-en-Bessin el 9 de junio contra un ataque de la 3.ª Compañía del 12.º Regimiento Panzer de las SS, de la 12.º División Panzer SS. Decidido a capturar la ciudad para preparar una ofensiva mayor que hiciera retroceder a los británicos y canadienses hacia la costa, Kurt Meyer ordenó un ataque con 12 tanques Panther de la 3.ª Compañía e infantería para atacar Norrey y expulsar a los canadienses fuera de la ciudad. El ataque se inició a las 13:00 horas con los Panther avanzando hacia la ciudad a toda velocidad, deteniéndose solo para disparar sus cañones. Los tanques alemanes se quedaron rápidamente sin el apoyo de su infantería, que fue atacada con fuego de artillería de los Aliados. Mientras tanto, a 1000 m (1100 yardas) dentro de la ciudad, nueve Shermans del Primer Regimiento de Húsares canadiense abrieron fuego contra los Panther que avanzaban. El artillero del tanque Firefly que comandaba el teniente Henry esperó hasta que los Panther estuviesen «alineados como patitos de feria» y rápidamente destruyó cinco Panther con solo seis disparos. El ataque alemán fue repelido con la pérdida de siete de sus doce Panther.
Un ejemplo similar se produjo el 14 de junio, durante la Operación Perch. Un hecho atribuido al sargento Harris del 4.º/7.º Regimiento de Guardias Dragones, que junto con tres Sherman estándar, se encontraba instalado en posiciones defensivas junto con algunas tropas de infantería después de expulsar exitosamente a los alemanes del pueblo de Lingèvres, cercano a Tilly-sur-Seulles. Mirando a través de sus prismáticos, Harris detectó dos Panther que avanzaban desde el este. Abrió fuego a una distancia de 800 metros (870 yd), dejando fuera de combate al Panther que iba al frente con su primer tiro y al que iba detrás de éste con su segundo tiro. Trasladó su posición al otro lado del pueblo y detectó otros tres Panther que se acercaban desde el oeste. Desde su bien cubierta posición, él y su artillero, el soldado Mackillop, eliminaron los tres Panther con tres disparos. Harris y su artillero habían eliminado a cinco Panther con la misma cantidad de disparos, demostrando la potencia del Firefly, especialmente cuando se disparaba a tanques enemigos en movimiento desde una posición defensiva.

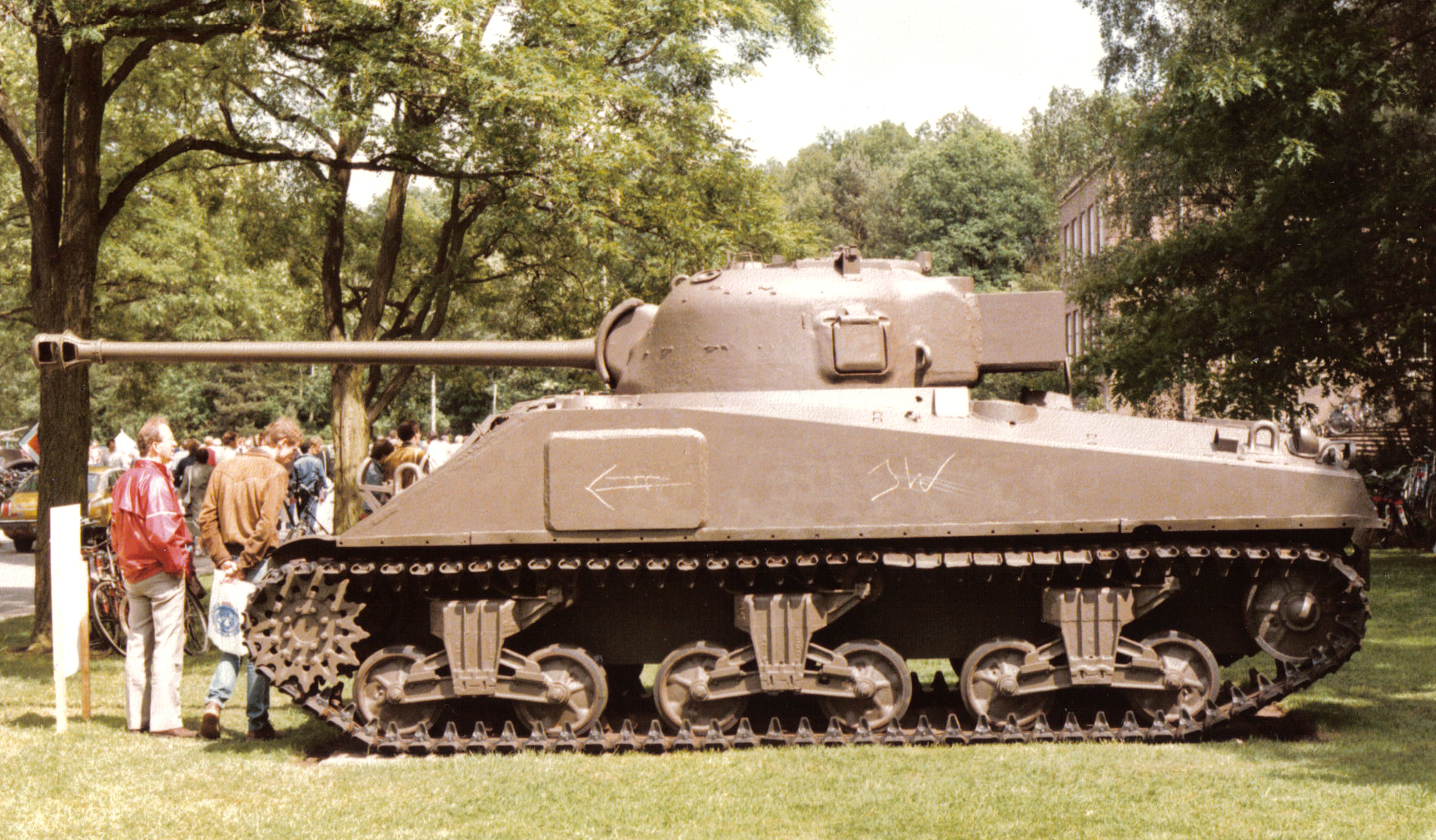
Un Firefly en el Museo de Caballería holandés en Amersfoort.

Quizá la hazaña más famosa de este tanque sucedió en la villa de Saint-Aignan-de-Cramesnil, Francia, en la mañana del 8 de agosto de 1944 durante la operación Totalize. Mientras fuerzas británicas y canadienses emboscaron a un grupo de tanques Tiger I y varios Panzer IV y StuG IV. En uno de los Sherman Firefly, comandado por el sargento Gordon, se encontraba un artillero llamado Joe Ekins quien en medio de un intenso combate destruyó el Tiger I del as de tanques alemán Michael Wittmann. Diversas fuentes le atribuyen esta hazaña, aunque todavía hay controversia sobre si fue Ekins quien realmente eliminó a Wittman, ya que los Sherman Firefly del Regimiento de Fusileros de Sherbrooke también abrieron fuego contra los Tiger I desde una distancia de 500 m.

### Italia
A pesar de que la campaña de Normandía tuvo prioridad, el Firefly también luchó con distinción en Italia, siendo empleado por fuerzas británicas, fuerzas de la Commonwealth y unidades polacas. Las unidades británicas en Italia también utilizaron el Sherman con el cañón estadounidense de 76 mm. Un batallón estadounidense fue dotado con tanques Firefly durante su servicio en Italia, aunque demasiado tarde como para entrar en combate con ellos.
A medida que los aliados avanzaban hacia el norte de Italia los encuentros con tanques pesados alemanes se hicieron más comunes, pero hasta octubre de 1944 no se pudieron destinar los Firefly a Italia. 

### Holanda
La actuación de los Sherman Firefly de la Guardia Irlandesa fue decisiva en el avance por la Autopista 69 durante la operación Market-Garden.

## Usuarios

### Segunda Guerra Mundial
Reino Unido
Noroeste de Europa
- 4.ª Brigada Blindada
- 8.ª Brigada Blindada
- 27.ª Brigada Blindada
- 33.ª Brigada Blindada
- División Blindada de Guardias
- 7.ª División Blindada
- 11.ª División Blindada

Italia
- 1.ª División Blindada
- 6.ª División Blindada

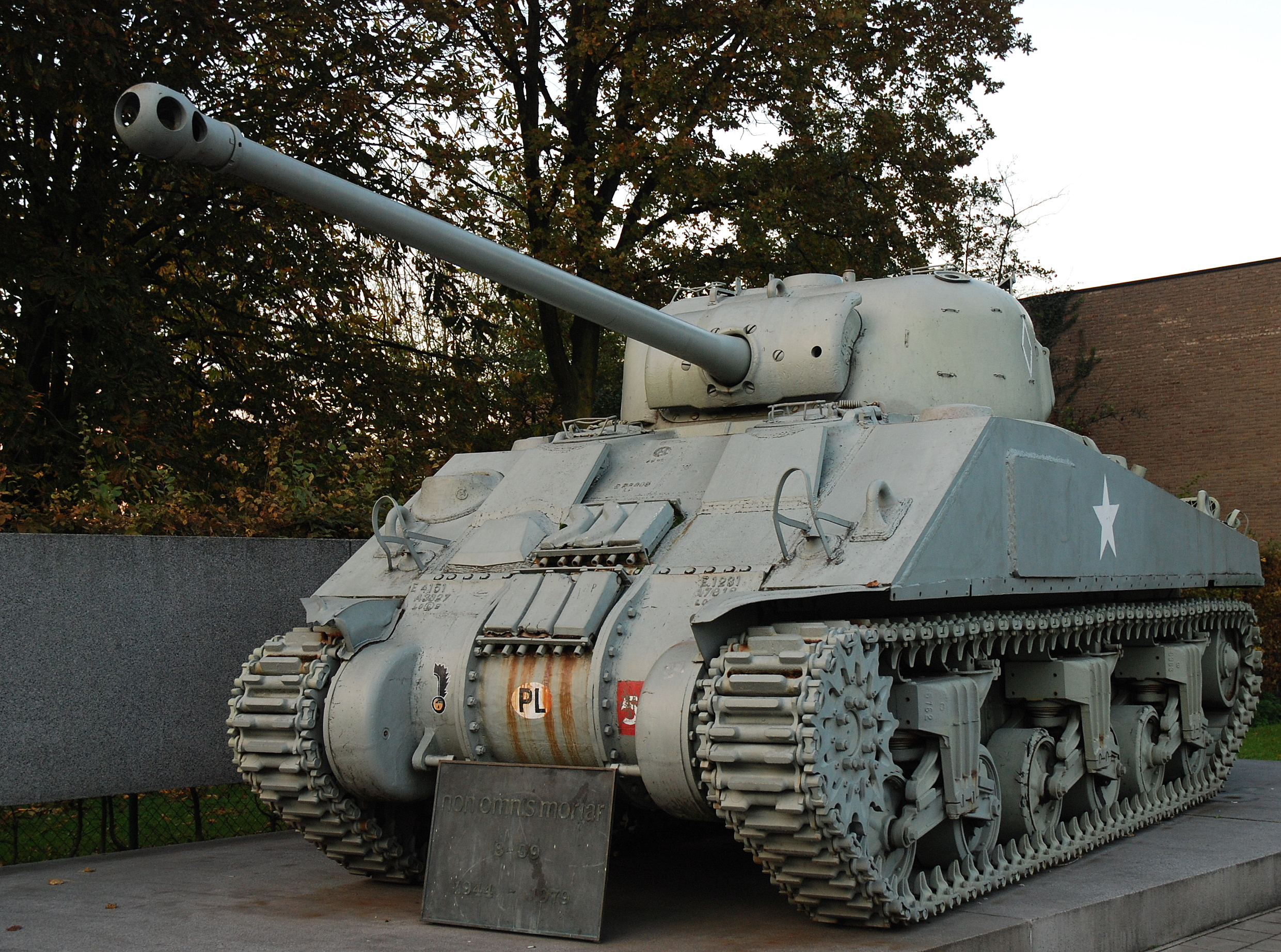
Firefly de la 1.ª División Blindada polaca.

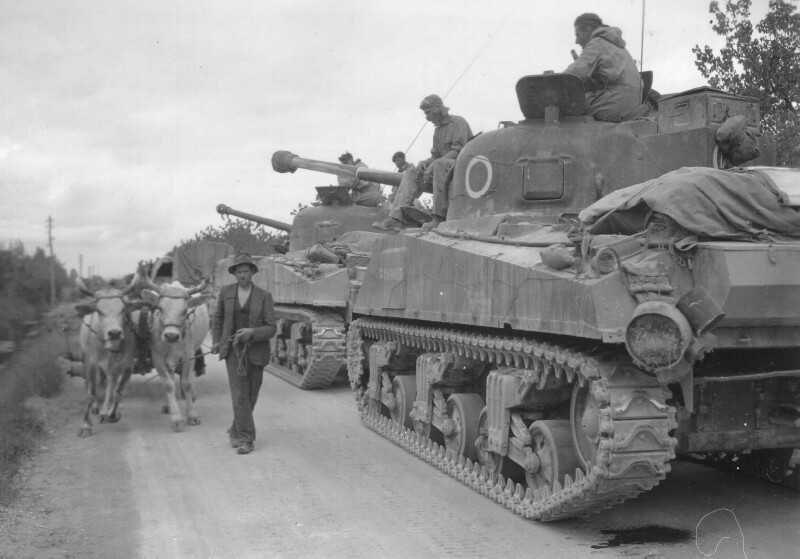
Tanques Firefly del Regimiento Sudafricano de Pretoria en Italia, 1944.

(La 7.ª Brigada Blindada y la 9.ª Brigada Blindada parecen no haber usado el Firefly, pero sí el Challenger Mk VIII.)
Canadá
- 1.ª Brigada Blindada canadiense (Recibió dos Firefly por unidad cuando se trasladó a los Países Bajos desde Italia en 1945.
- 2.ª Brigada Blindada canadiense
- 4.ª División Blindada canadiense
- 5.ª División Blindada canadiense (Utilizó varios Firefly en el noroeste de Europa en 1945.)

Checoslovaquia
- 1.ª Brigada Blindada checoslovaca (Usó 36 Sherman 1C durante el asedio de Dunkerque.)[12]

Nueva Zelanda
- 4.ª Brigada Blindada neozelandesa (Usó tanques Firefly en Italia en 1944 y 1945.)

Polonia
- 1.ª División Blindada Polaca (Usó este tanque en el noroeste de Europa y la 2.ª Brigada Blindada polaca lo empleó en Italia.)

Sudáfrica
- 6.ª División Blindada sudafricana (Empleó tanques Firefly en Italia, en 1944 y 1945.)

### Posguerra
Italia
Líbano
- El Ejército libanés recibió 16 Firefly, vendidos por Italia como chatarra en 1949. Dos de ellos fueron cedidos a la milicia Al-Murabitun en 1976.

Argentina
Bélgica
Países Bajos
Paraguay Último usuario hasta 2018 [cita requerida]

### Citas
1. ↑  Hunnicutt, R (1978). Sherman. San Rafael: Taurus Enterprises. p. 550. ISBN 978-0-89141-080-5. Consultado el 10 de enero de 2015.
2. 1 2 3 4 5 6 7 8 9  J. Buckley (2004)[page needed]
3. 1 2  Fletcher (2008),[page needed]
4. ↑  Fletcher (2008) pp.11-12
5. ↑  Fletcher (2008) p.13.
6. 1 2 3 4 5  Hart (2007),[page needed]
7. ↑  Fletcher (2008) p.14.
8. ↑  Zaloga, Steven.
9. ↑  Fletcher (2008)
10. ↑  Hayward (2001), p. 20
11. ↑  Zuehlke (2004),[page needed]
12. ↑  Jakl, Tomáš (2006). "Československé Shermany".